# Сан Пјетро ин Кампо (Белуно)
Сан Пјетро ин Кампо (итал. San Pietro in Campo) је насеље у Италији у округу Белуно, региону Венето.
Према процени из 2011. у насељу је живело 50 становника. Насеље се налази на надморској висини од 373 м.